# Prix Jules-Janssen
De Prix Jules-Janssen is een wetenschapsprijs op het gebied van de sterrenkunde die sinds 1897 jaarlijks verleend wordt door de Société astronomique de France. De prijs is vernoemd naar Pierre Jules César Janssen. De prijs wordt afwisselend verleend aan een Frans en een buitenlandse astronoom. Er bestaat ook een Janssen medaille die verleend wordt door de Académie des sciences.

## Prijswinnaars
- 1897: Camille Flammarion
- 1898: Samuel Pierpont Langley
- 1899: Auguste Charlois
- 1900: Pierre Puiseux
- 1901: Joseph Joachim Landerer, Thomas David Anderson, en Henri Chrétien
- 1902: Sylvie Camille Flammarion
- 1903: Michel Giacobini
- 1904: Percival Lowell
- 1905: Josep Comas Solà
- 1906: Edward Emerson Barnard
- 1907: Milan Rastislav Štefánik
- 1908: Edward Charles Pickering
- 1909: William Henry Pickering
- 1910: Philip Herbert Cowell, Andrew Crommelin
- 1911: Jean Bosler
- 1912: Max Wolf
- 1913: Alphonse Borrelly
- 1914: Annibale Riccò
- 1917: George Ellery Hale
- 1918: Georges Raymond
- 1919: Guillaume Bigourdan
- 1920: Henri-Alexandre Deslandres
- 1921: René Jarry-Desloges
- 1922: Albert A. Michelson
- 1923: Aymar de la Baume Pluvinel
- 1924: George Willis Ritchey
- 1925: Eugène Michel Antoniadi
- 1926: Walter Sydney Adams
- 1927: Gustave-Auguste Ferrié
- 1928: Arthur Stanley Eddington
- 1929: Charles Fabry
- 1930: Robert Esnault-Pelterie
- 1931: Albert Einstein
- 1932: Bernard Lyot
- 1933: Harlow Shapley
- 1934: Willem de Sitter
- 1935: Ernest Esclangon
- 1936: Georges Lemaître
- 1937: Giorgio Abetti
- 1938: Jules Baillaud
- 1939: Albert Arnulf
- 1945: Harold Spencer Jones
- 1946: Charles Maurain, Fernand Baldet
- 1947: Jan Hendrik Oort
- 1948: Lucien Henri d'Azambuja
- 1949: Bertil Lindblad
- 1950: André-Louis Danjon
- 1951: Gerard Kuiper
- 1952: Frederick John Marrian Stratton
- 1953: André Couder
- 1954: Otto von Struve
- 1955: André Lallemand
- 1956: Viktor Hambartsoemian
- 1957: Daniel Chalonge
- 1958: Pol Swings
- 1959: Charles Fehrenbach
- 1960: Albert Edward Whitford
- 1961: Jean Coulomb
- 1962: Otto Heckmann
- 1963: Jean Dufay
- 1964: Guglielmo Righini
- 1965: Jean-François Denisse
- 1966: Marcel Gilles Jozef Minnaert
- 1967: Jean-Claude Pecker
- 1968: Karl-Otto Kiepenheuer
- 1969: Nicolas Stoyko
- 1970: Martin Schwarzschild
- 1971: Jean Rösch
- 1972: Donald Harry Sadler
- 1973: Évry Schatzman
- 1974: Walter Ernst Fricke
- 1975: Pierre Lacroute
- 1976: Donald Howard Menzel
- 1977: James Lequeux
- 1978: Adriaan Blaauw
- 1979: Jean Kovalevsky
- 1980: Lyman Spitzer
- 1981: Georges Courtès
- 1982: Peter van de Kamp
- 1983: Jacques Lévy, Charles Bertaud
- 1984: Kees de Jager
- 1985: Paul Muller
- 1986: Marcel Golay
- 1987: Jean Robert Delhaye
- 1988: Gérard de Vaucouleurs
- 1989: Bernard Guinot
- 1990: Herbert Friedman
- 1991: Pierre Mein
- 1992: Luboš Perek
- 1993: Audouin Dollfus
- 1994: Edith Alice Müller
- 1995: François Roddier
- 1996: Michael Perryman
- 1997: Elizabeth Nesme, Serge Koutchmy
- 1998: Michel Mayor
- 1999: Pierre Léna
- 2000: Reinhard Genzel
- 2001: Roger Cayrel
- 2002: Armand H. Delsemme
- 2003: Jean-Paul Zahn
- 2004: Jayant Narlikar
- 2005: Roger-Maurice Bonnet
- 2006: Owen Gingerich
- 2007: Thérèse Encrenaz, Paul Couteau
- 2008: Jan Stenflo
- 2009: Catherine Cesarsky
- 2010: Carlton Pennypacker
- 2011: Roger Ferlet
- 2012: Jay Pasachoff
- 2013: Suzanne Débarbat
- 2014: Rafael Rebolo López
- 2015: Suzy Collin-Zahn
- 2016: John Leibacher
- 2017: Françoise Combes
- 2018: Alessandro Morbidelli
- 2019: Hubert Reeves
- 2020: Ewine van Dishoeck
- 2021: Jean-Pierre Luminet
- 2022: Jocelyn Bell Burnell
- 2023: Bruno Sicardy